# Östrum
Östrum ist ein südlicher Ortsteil der Stadt Bad Salzdetfurth in Niedersachsen. Durch das Dorf führt die Landesstraße L490, die sich hier mit der L493 kreuzt. Direkte Nachbarorte sind Breinum im Westen und Bodenburg im Süden.

## Geschichte
Östrum wurde um 1220 Osterim und um 1360 Ostenem genannt. Erstmals erwähnt wurde der Ort um 1220 im Lehnsregister der reichsfreien Edelherren von Meinersen. Die Edelherren waren hier reich begütert. Außer dem Zehntrecht des Bischofs von Hildesheim gehörte alles andere bis 1360 den von Meinersen. Diese gaben ihre Besitzungen als Lehen an mehrere Adelsfamilien, wie den von Escherde, von Bodenburg, von Giesen und von Heimburg sowie an die nichtadeligen Grope und Spanghe.
1885 wurde in Östrum eine Zuckerfabrik gegründet, die 1902 einen eigenen Gleisanschluss an der 1900 eingeweihten Bahnstrecke nach Lamspringe erhielt. Für die wirtschaftlich Entwicklung Östrums war die Zuckerfabrik von großer Bedeutung, bis sie 1974 stillgelegt wurde. Bis 1941 bildete Östrum mit Bodenburg zusammen eine Exklave des Landes Braunschweig in hannöverschem Gebiet. Durch die Gebietsreform wurde Östrum am 1. März 1974 einer von 13 Ortsteilen der Stadt Bad Salzdetfurth.

## Politik
Seit 2022 gibt es in Östrum einen Ortsrat. Dieser besteht aus Thomas Andreas (Ortsbürgermeister) (SPD), Kevin Ottleben (Stellv. Ortsbürgermeister) (Parteilos), Annika Lehne (Parteilos), Kerstin Schuhmann (SPD) und Alexander Schlechte (CDU).

## Kultur und Sehenswürdigkeiten

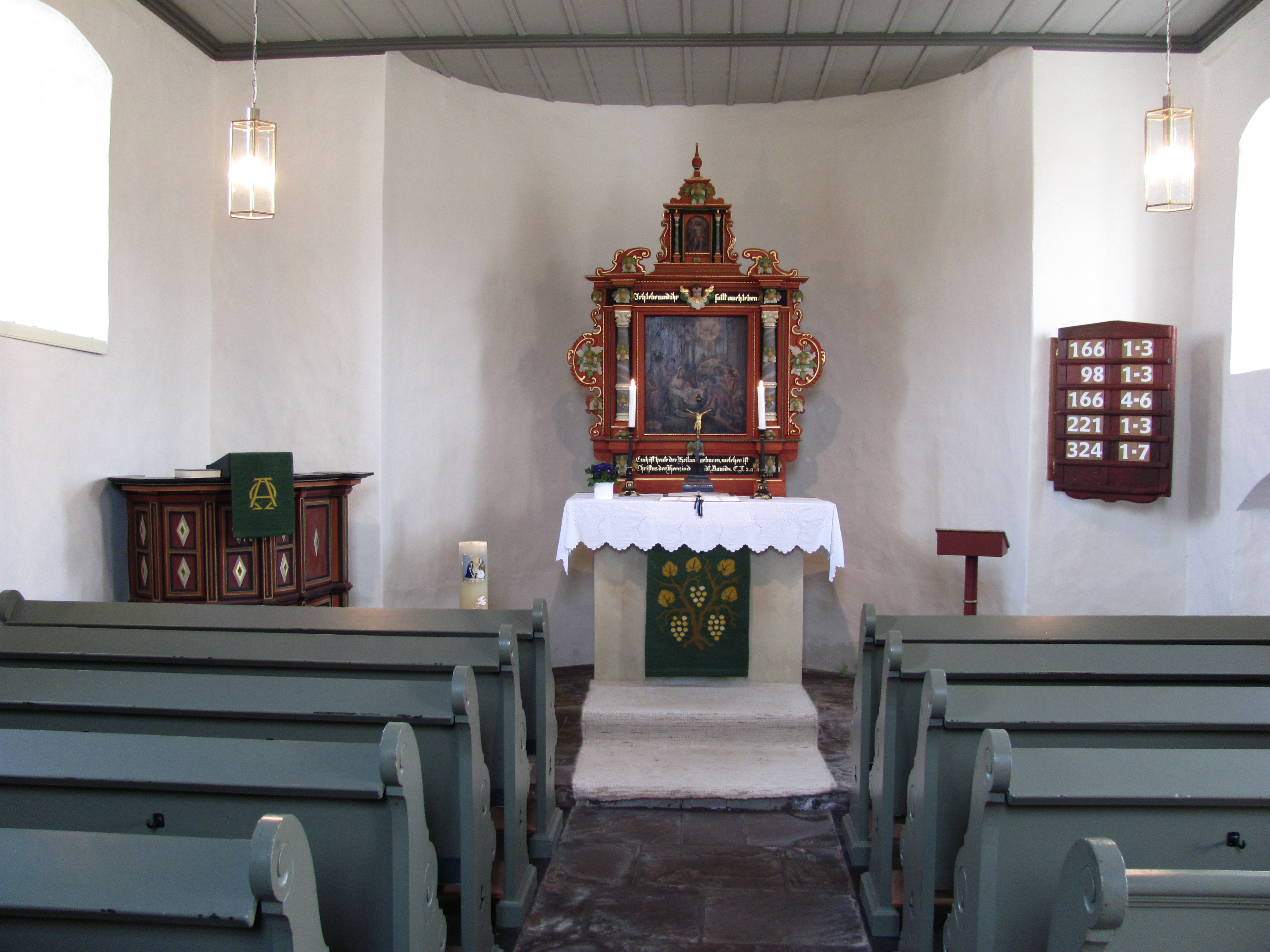
Kapelle

- Die Bruchsteinkapelle soll um 800 gebaut worden sein und ist das Wahrzeichen des Ortes.[6] Möglicherweise befand sich an ihrer Stelle eine germanische Thingstätte. Ursprünglich war die vermutlich im romanischen Stil gebaute Kapelle der Heiligen Maria-Magdalena geweiht, nach der Reformation wurde sie den Protestanten zugesprochen. Da sie Schießscharten hat und auf einer – möglicherweise künstlich aufgeschichteten – Anhöhe erbaut wurde, vermutet man, dass sie zeitweise als Wehrkirche gedient haben könnte. Über ihrem Portal findet sich die Jahreszahl 1711, die sich möglicherweise auf einen Umbau oder eine Renovierung bezieht. Als die Kapelle 2005 renoviert wurde, entdeckte man Fresken aus dem 12. und 13. Jahrhundert. Der Altar stammt vom Ende des 17. Jahrhunderts, das Altarbild wurde 1677 gemalt[7]. Die Kapelle, in der sich ein hölzernes Stifterwappen von 1676 befindet[8], hat ein Satteldach mit einem verschieferten Dachreiter. Auf der kleinen Apsis der Kapelle wurde ein Zeltdach errichtet.

Die 2005 entdeckten Fresken im Innern der Kapelle sind zum gegenwärtigen Zeitpunkt nicht sichtbar, denn sie wurden mit einer Schutzschicht versehen und anschließend wieder übermalt, da zum Zeitpunkt ihrer Entdeckung keine finanziellen Mittel für ihre Wiederherstellung bzw. eine entsprechende Renovierung zur Verfügung standen. In der Kapelle befinden sich insgesamt rund 50 Sitzplätze.

## Wirtschaft und Infrastruktur
Unmittelbar am östlichen Rand Östrums befindet sich der Endhaltepunkt Bodenburg der Lammetalbahn, von dem aus Hildesheim werktags im Stundentakt sowie sonn- und feiertags im Zweistundentakt zu erreichen ist. Vom Haltepunkt aus verkehren Busse über Östrum und Breinum nach Lamspringe und Bockenem.